# Televas
Televas S.p.A. era una società italiana attiva nel settore dell'ICT, tra le prime in Italia a svolgere questa attività.
Si occupava di progettare, realizzare e vendere alle aziende servizi telematici a valore aggiunto ad alta ripetitività come la creazione di VPN, reti di trasmissioni dati e reti di telecomunicazione.

## Storia
Anni ottanta: le più grandi aziende italiane si stavano dotando delle prime infrastrutture telematiche aziendali.
Montedison aveva una propria società, Datamont, con 40 miliardi di lire di fatturato annuo, che aveva sviluppato i servizi di telecomunicazione di gruppo, Pirelli (con IBM Italia) Boselli Sistemi per gestire in maniera automatizzata la sicurezza degli accessi negli edifici e creato Pirelli Informatica, Eni con Enidata, Fiat con Intesa (in collaborazione con IBM Italia), Olivetti con Seva (affiancata da Seat - Gruppo IRI-STET).
Televas S.p.A. nasce a Milano il 18 novembre 1985 nuovamente ad opera di Seat con il 36%, Sip con il 15% ed Iniziativa Meta (Montedison), con 35 dipendenti, per fornire a Standa, che allora apparteneva proprio a Montedison, servizi telematici per la gestione dei pagamenti elettronici, del magazzino, della logistica di tutti i 550 negozi Standa ed Euromercato ovvero raccolta ordini, invio fatture, istruzioni di pagamento, tracking di consegna e trasporto merce.
L'obiettivo era poi andare anche oltre il perimetro di casa, servire anche altri operatori non solo della grande distribuzione organizzata ma tutte le imprese che avessero reti di vendita come banche, assicurazioni, società di trasporto.
Stet, tramite Seat, forniva l'accesso alla rete Itapac mentre Iniziativa Meta le conoscenze acquisite da Datamont e le commesse per la nuova società.
Nonostante il fatturato modesto, stando al Bilancio Stet 1987 ha fatturato 2.1 miliardi di lire, ne ha persi altrettanti e 48 impiegati, va menzionata in quanto il suo Teledis, è stato il primo Electronic Data Interchange in Italia ed il primo in Europa ad appoggiarsi ad una rete pubblica di telecomunicazioni quale era Itapac X25: il costo di installazione una tantum era di 3 milioni di lire, un canone annuale di almeno 3 milioni di lire, 0.3 lire per ogni carattere trasmesso nel messaggio.
Se il servizio ha goduto di un discreto successo come affermato dalla ricerca del 1989 pubblicata da INPUT (Western European Electronic Information Services 1989-1994), non altrettanto lusinghieri erano i giudizi riservati a Itapac: lo stesso documento la definisce bisognosa di una radicale ottimizzazione.
Nel 1989, sempre ad opera di INPUT, il report EDI Intertrends Western Europe 1989-1994 conta tra i clienti del Teledis di Televas 20 società attive nella distribuzione, 50 industrie, 50 banche e 20 società di trasporto, sempre nonostante le basse performance della rete Itapac.
Nel 1990 cederà le sue attività a Saritel - Sarin Telematica, la nuova capogruppo di Stet per il ramo telematico, raggruppando Sarin ed una Divisione Seat: Televas diventerà così Kompass Italia.
Nel 1992 i clienti Teledis saliranno a 200, tra cui anche Simmenthal.
Saritel invece continuerà la sua esistenza arrivando fino a Telecom Italia, portando addirittura in dote a Telecom Italia Net la propria Divisione Content Management ed a TI Trust Technologies il Centro elaborazione dati di Pomezia: verrà poi fusa in IT Telecom, galassia Telecom Italia.